# 十三重石塔

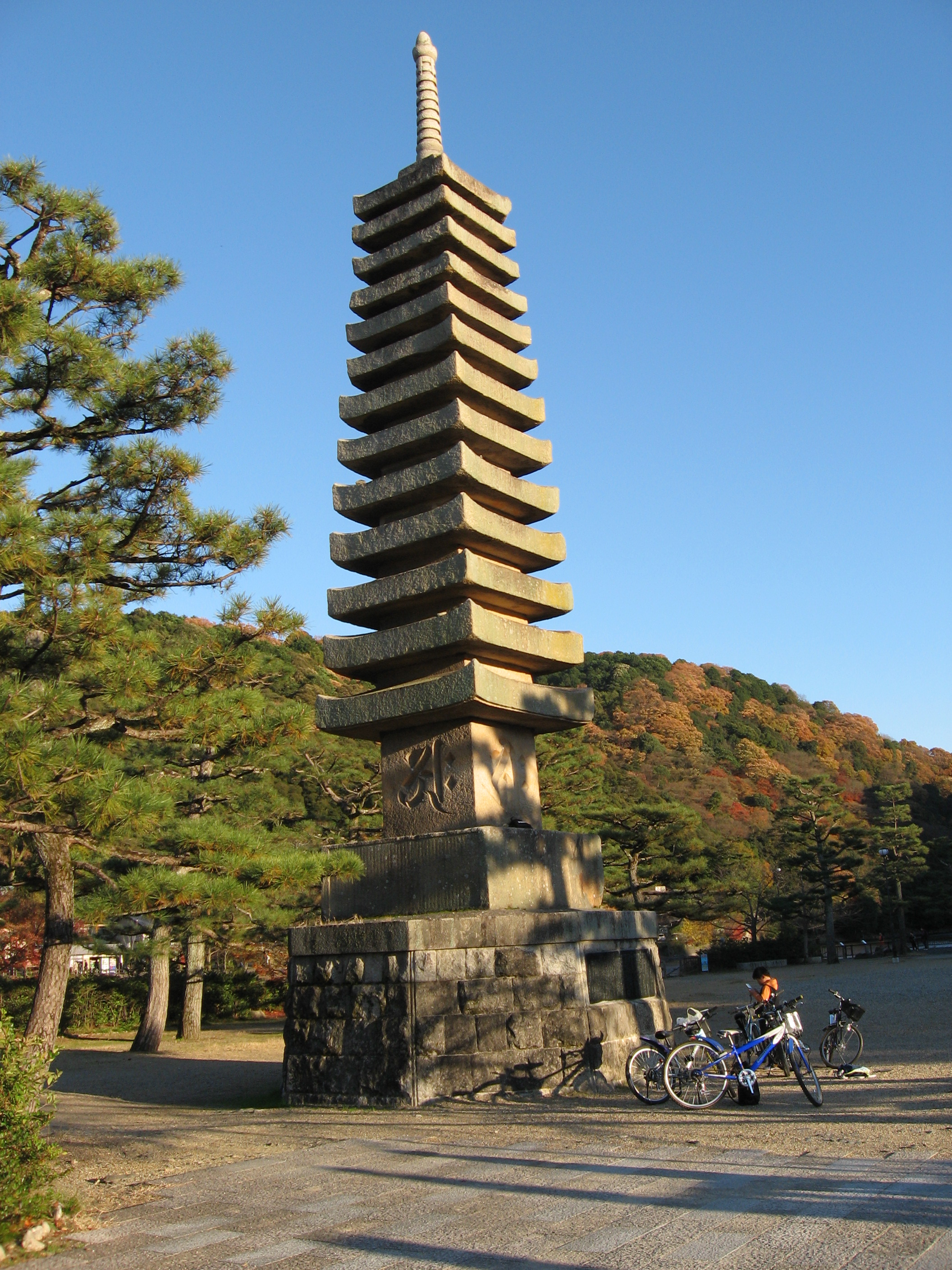
浮島十三重石塔

本項で解説する十三重石塔（じゅうさんじゅうせきとう）は、京都府宇治市宇治塔川（京都府立宇治公園塔の島）にあって「浮島」「浮舟ノ島」など と呼ばれてきた人工島の一つである「塔の島」に所在する石塔である。「十三重石塔」とは、「石造りで十三重構造の層塔」もしくは「石造りで十三層構造の塔婆」を意味する。アジア各地に同様の塔が数多く存在し、日本国内だけでもかなりの数に上るため、他の同種の石塔と区別して浮島十三重石塔（うきしま じゅうさんじゅうせきとう）ともいう。塔高 約15.2メートルの石造・十三重の層塔 で、石塔婆（石造供養塔）。
1953年（昭和28年）3月31日、国の重要文化財に指定された（指定名称：浮島十三重塔）。2003年（平成15年）3月14日には、塔内納置品が京都府指定有形文化財となった（指定名称：浮島十三重塔納置品）。

## 概要
浮島十三重石塔は、現存する近世以前の石塔としては日本最大（塔高15.200メートル）である。
なお、観光案内などで浮島十三重石塔を「日本最古の石塔」とするものがあるが、これは事実ではない。石造の層塔では、奈良時代前期の石塔寺三重塔（伝・阿育王塔。滋賀県東近江市石塔町所在）が日本最古である。石造の十三重層塔としては、奈良市長谷町の塔の森十三重石塔（奈良時代後期）が、破損は甚だしいが現存する。

## 歴史
奈良の勝宝山西大寺再興などで知られる僧・叡尊は、鎌倉時代後期にあたる弘安7年（1284年）、宇治橋の大掛かりな修造を手がけた。橋が完成する弘安9年（1286年）に合わせて、宇治川の川中島として大橋の南方に舟を模した形の人工島を築き、放生会を修する祈祷道場とした。そして、宇治川で漁撈される魚霊の供養と橋の安全の祈念を旨に、同年11月19日（ユリウス暦換算:1286年12月6日）、島の中央に大塔婆を造立した。
大塔の建っていた島は、頻発する宇治川の氾濫にもよく耐え、激流に浚われることがなかったため、いつの頃からか島を指して「浮島」「浮舟ノ島」などと呼ぶようなったようである。大塔のほうは、さすがに氾濫の被害をたびたび受けて、倒伏と修復・再興を繰り返してきた。しかしそれも、江戸時代後期の宝暦6年（1756年）に起こった未曾有の大氾濫で倒伏した後は、川底の泥砂に深く埋もれてしまい、再興されることはなくなってしまった。
1905年（明治38年）に復興が発願されると、1907年（明治40年）、発掘作業が始められ、間もなくして九重目の笠石と相輪以外は発見され、明くる1908年（明治41年）8月21日、九重目の笠石と相輪は新たに制作して再建された。その後、元々の九重目の笠石と相輪とされる石造遺品が発見され、現在興聖寺の庭園に移設されているが、笠石の形状は最上部のものと考えられ、かつ小さ過ぎ、また相輪は大きさから浮島塔の相輪と考えられるものの様式からは創建当初のものか疑問。

## 文化財

### 重要文化財（国指定）
- 浮島十三重塔（うきしまじゅうさんじゅうのとう）1基[6]

1953年（昭和28年）3月31日指定。鎌倉時代後期（弘安9年（1286年））建立。放生院所有。京都府宇治市宇治塔川所在。

### 京都府指定有形文化財
- 浮島十三重塔納置品（うきしまじゅうさんじゅうのとうのうちひん[8]）一括

2003年（平成15年）3月14日指定（種別：考古資料）。平安時代・鎌倉時代・室町時代。放生院所有（寺の所在地：京都府宇治市宇治東内11）。